# Cocculus diversifolius
Cocculus diversifolius är en tvåhjärtbladig växtart som beskrevs av Dc.. Cocculus diversifolius ingår i släktet Cocculus och familjen Menispermaceae. Inga underarter finns listade i Catalogue of Life.